# Канкан (регіон)
Канкан (фр. Kankan) — адміністративний регіон на сході Гвінеї.
- Адміністративний центр — Канкан.
- Площа — 72 156 км², населення — 1 467 000 людини (2009 рік).

## Географія
На півдні межує з регіоном Нзерекоре, на заході з регіоном Фарана, на півночі і північному сході з Малі, на сході з Кот-д'Івуаром.

## Адміністративний поділ
Адміністративно провінція поділяється на 5 префектур:
- Канкан
- Керуане
- Сігірі
- Куруса
- Мандіана

| Гвінея | Це незавершена стаття з географії Гвінеї. Ви можете допомогти проєкту, виправивши або дописавши її. |